# Xã Hagar, Michigan
Xã Hagar (tiếng Anh: Hagar Township) là một xã thuộc quận Berrien, tiểu bang Michigan, Hoa Kỳ. Năm 2010, dân số của xã này là 3.671 người.